# 佩穆科

佩穆科（西班牙語：Pemuco），是智利的城鎮，位於該國中部比奧比奧大區的紐布萊省，面積562.7平方公里，海拔高度182米，2012年人口8,300人，人口密度每平方公里15人。
36°58′37″S 72°5′56″W / 36.97694°S 72.09889°W